# Heliocheilus albipunctella
Heliocheilus albipunctella is een vlinder uit de familie uilen (Noctuidae). De wetenschappelijke naam van deze soort is voor het eerst geldig gepubliceerd in 1925 door de Joannis.
De soort komt voor in tropisch Afrika.